# Vilanova del Vallès
Vilanova del Vallès – gmina w Hiszpanii, w prowincji Barcelona, w Katalonii, o powierzchni 15,52 km². W 2011 roku gmina liczyła 5062 mieszkańców.